# Грейт Касл хауз
Грейт Касл хауз (англ. Great Castle House) — бывшая ратуша в Монмуте, ныне — Королевский монмутширский инженерный музей (Royal Monmouthshire Royal Engineers and Regimental Museum). Числится в списке культурного наследия Великобритании уровня I, входит в список зданий Тропы культурного наследия Монмута. Был достроен в 1673 году по заказу лорда Сомерсета и описывался как «весьма чванливый и внутри, и снаружи». Использовался как суд присяжных до того, как суд переехал в Шир Холл в 1725 году.
Здание было преднажначено в первую очередь для официальных и торжественных приёмов, а не для местных нужд. Архитектор неизвестен. Дом был построен из пёстрого розового и серого старого красного песчаника. Изначально это было просто здание, два крыла были пристроены к нему в XIX веке.
Окна музея открываются в Королевский сад, в котором растут те же растения, что и во времена Генриха V, родившегося в Монмутском замке.